# 21540 Іттіпаньянан
21540 Іттіпаньянан (21540 Itthipanyanan) — астероїд головного поясу, відкритий 17 серпня 1998 року.
Тіссеранів параметр щодо Юпітера — 3,081.